# 奥尼 (瓦兹河谷省)
奥尼（法語：Osny，法語發音：[oni] ⓘ）是法国法兰西岛大区瓦兹河谷省的一个市镇，属于蓬图瓦兹区。

## 地理
奥尼（49°3'33"N, 2°3'45"E）面积12.52 平方千米，位于法国法蘭西島大區瓦兹河谷省，该省份为法国北部内陆省份，北起瓦兹省，西接厄尔省，南至塞纳-圣但尼省、上塞纳省和伊夫林省，东临塞纳-马恩省。
与奥尼接壤的市镇（或旧市镇、城区）包括：利维利耶、塞尔吉、布瓦西莱勒里耶、埃讷里、热尼库尔、蓬图瓦兹、皮瑟蓬图瓦兹。

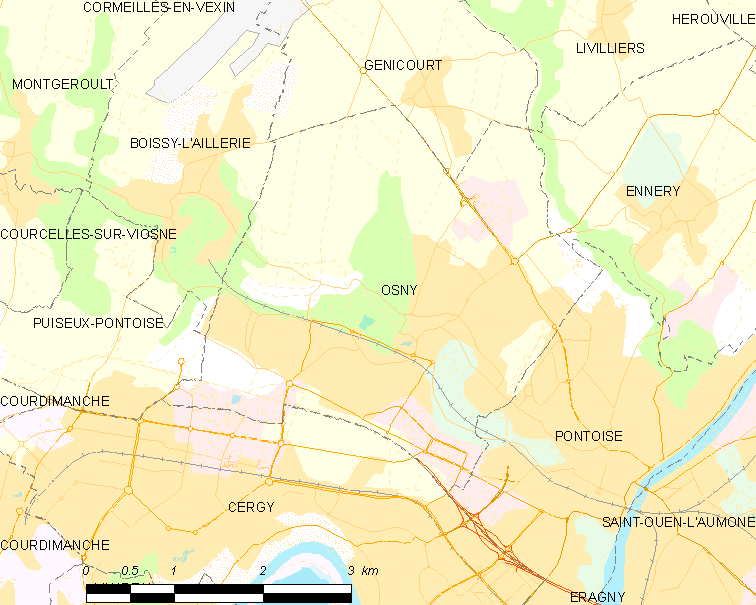
的OSM定位图

奥尼的时区为UTC+01:00、UTC+02:00（夏令时）。

## 行政
奥尼的邮政编码为95520，INSEE市镇编码为95476。

## 政治
奥尼所属的省级选区为塞尔吉第一县。

## 人口

1962-2008年间人口变化图示

奥尼于2022年1月1日时的人口数量为17471人。